# Morton, Texas
Morton är en stad i den amerikanska delstaten Texas med en yta av 3,7 km² och en folkmängd som uppgår till 2 249 invånare (2000). Morton är administrativ huvudort i Cochran County.